# حلبة الأمير جورج

المسار

حلبة الأمير جورج (بالإنجليزية: Prince George Circuit)‏ هي حلبة سباق تقع في إيست لندن في كيب الشرقية في جنوب أفريقيا. استصافت سباقات جائزة جنوب أفريقيا الكبرى. كان طول الحلبة في الأصل 23 كيلومتر لكن تم تقليصه إلى 17 كيلومتر.